# NHK番組たまご
NHK番組たまご（エヌエイチケイばんぐみたまご）は、NHKが随時行っていた実験的単発特別番組枠の総称である。

## 概要
NHKでは以前から、新番組編成の参考となる特別番組（パイロット版）やレギュラー化を目指したさまざまな実験的番組を企画・制作し放送してきた。しかしそれらは必ずしもすべてが事後に十分な検証が行われたとはいえず、そのままで終わってしまったりレギュラー化しても続かないといったことがあったりした。
そんな中、一連の不祥事から脱却しより視聴者に楽しんでもらえる番組作りを心がけようとこれらの番組を2005年に「番組たまご」の名でプロジェクトとして体系化した。以後はこのプロジェクトの中で随時新しい発想のテレビ番組を企画し、視聴者からの意見も反映して今後のレギュラー化等につなげようとする試みを行っている。
「番組たまご」の名前の由来は、今後新たに放送されるかもしれないレギュラー番組の素であるというプロジェクトの趣旨とNHKのロゴマークのたまご型である。また競争原理の導入を求められていることもあり、最近では外部のプロダクションに対しても企画提案を広く呼びかけている。
この「番組たまご」によって放送された番組がすべてレギュラー化されるというわけではない。放送後、視聴者から寄せられた反応、視聴率などのデータの分析に加え、番組制作にかかった費用の計算と報告が義務付けられているのがそれまでと大きく異なる点である。つまり、視聴者からの反応が良くても番組制作に多額の費用がかかった場合は大幅なコストダウンをしなければレギュラー化されない。この事後検証によって、定番化の可否が決定される。さらに定番化が決まった番組についても、上記の事後検証によりそのままの形での放送か大幅な手直しをしてからの放送かが決められる。
また2006年から、NHK関連団体のプロダクション（NHKエンタープライズ・NHKエデュケーショナル・NHKサービスセンターなど）を通さず外部の民間プロダクションに直接制作を委託する「外注」を行う番組もある。
NHKワールドTVでも「番組たまご」と同じ趣旨の番組として制作される「WORLD TV TRYOUT」（2012年度は11月から12月に放送）がある。
2013年夏を最後に「番組たまご」名目での番組は作られなくなり、2014年3月をもって、番組たまごのホームページも閉鎖された。
2016年度からは、土曜 23:00 - 24:00の枠において「開発ゾーン枠」と題した単発枠でこれらの番組を編成することになり、事実上「番組たまご」の体裁が復活した。
2017年度は、アニメやドラマ等の放送、2018年度からは、『SONGS』や『シブヤノオト』等といった音楽番組が土曜 23:00 - 24:00の間に編成されるようになった。
2022年度、土曜 23:30 - 24:00の枠に「レギュラー番組への道」がBSプレミアムから昇格されることにより、再復活のような形となる。

## これまでに放送された番組
「※」は外部番組制作会社に番組企画を募り、採択、委託して制作・放送された番組。

特記に放送チャンネルのないものは総合テレビで放映された。一部、NHKワールド・プレミアムでも放送されたものがある。

### 2005年
| 放送日   | 番組タイトル                                           | 特記 |
| -------- | ------------------------------------------------------ | ---- |
| 8月10日  | 謎のホームページ サラリーマンNEO                       |      |
| 8月11日  | 謎のホームページ サラリーマンNEO                       |      |
| 8月12日  | 謎のホームページ サラリーマンNEO                       |      |
| 8月15日  | ずっと一緒に…思い出工房                                |      |
| 8月16日  | マイメモリー〜漫画とヒット曲で綴る涙の青春ストーリー〜 |      |
| 8月17日  | 痛快!からくちフレンド                                  |      |
| 8月18日  | こだわリング                                           |      |
| 12月18日 | あの人に挑戦!クイズ日本の顔                            |      |
| 12月23日 | ニッポン総決算!プライスの謎2005                        |      |
| 12月26日 | チャレンジ!職人列島ニッポン                            |      |
| 12月27日 | ゆるナビ                                               |      |
| 12月28日 | 72時間@渋谷ハチ公広場コインロッカー                    |      |

### 2006年
| 放送日                 | 番組タイトル                                              | 特記             |
| ---------------------- | --------------------------------------------------------- | ---------------- |
| 祝日等随時             | 今日は一日○○三昧                                          | FMで放送         |
| 3月27日                | 泣いてもいい夜（よ）〜とっておきの話とどけます            |                  |
| 3月27日                | 乙女屋雑貨店                                              |                  |
| 3月27日                | ラウンジふぇみ                                            |                  |
| 3月28日                | 定年日和〜夫と妻のセカンドライフ                          |                  |
| 3月29日 9月25日        | 音楽の遺伝子                                              |                  |
| 4月8日                 | 新感覚伝統芸能バラエティー RAKU-GO!                       |                  |
| 4月22日                | 説教がききたい!                                           |                  |
| 5月13日 8月16日        | いよっ!日本一                                             |                  |
| 5月27日                | 東大の教養                                                |                  |
| 7月8日                 | 東大の教養                                                | ETV特集          |
| 6月3日 8月17日 11月6日 | THEクイズモンスター                                       |                  |
| 6月17日                | ジブンドリ!10代が撮った素顔の日常                         |                  |
| 7月8日 10月30日        | 解体新SHOW                                                |                  |
| 7月15日                | 古地図で旅する横浜 タイムスリッパー                       |                  |
| 8月7日                 | 駄菓子屋少年堂                                            |                  |
| 8月12日                | 音楽のちから                                              | 教育テレビで放送 |
| 8月26日                | パパザウルス                                              |                  |
| 9月16日                | 通（つう）                                                |                  |
| 9月23日                | クイズ おせっかいな天使                                   |                  |
| 10月28日               | コミュニケーション・エンターテインメント 人見知りな 夜…。 |                  |
| 11月11日               | The Road〜私の旅 「JAPAN・漆器を巡る旅」                  |                  |
| 12月16日               | ご当地ツウ de ショウ                                      |                  |
| 12月25日               | ようこそ 魔性の食卓へ                                     | ※                |
| 12月26日               | サイドマン ブルース                                       | ※                |
| 12月27日               | パーソナルコメディー「伊武さん、ルート外れてます」        | ※                |
| 12月31日               | アートのちから                                            | 教育テレビで放送 |

### 2007年
| 放送日                                        | 番組タイトル                                           | 特記                                   |
| --------------------------------------------- | ------------------------------------------------------ | -------------------------------------- |
| 1月1日                                        | 平成なるには物語                                       |                                        |
| 1月2日                                        | SONGS                                                  |                                        |
| 1月4日 5月26日 8月6日 9月24日                 | クイズ検定試験                                         |                                        |
| 1月21日                                       | オンリーワンを探せ!                                    |                                        |
| 2月17日                                       | アーチストドキュメント 奥田民生の音楽ルーツを探る      |                                        |
| 4月15日 11月12〜15日                          | さんぷんまる - 大人のための3分教養講座 -               | ※                                      |
| 4月30日                                       | わんちゃんのがっこう                                   | BS2で放送                              |
| 5月3日                                        | われら サイクル派宣言                                  | BS2で放送                              |
| 5月4日                                        | 青春ミッションJ×3                                      |                                        |
| 5月5日                                        | 世界おもしろ法律旅行                                   | ※                                      |
| 5月14日 - 18日 7月30日 - 8月3日 翌年1月1〜3日 | シャキーン!                                            | 教育テレビで放送                       |
| 6月3日 9月29日                                | 世直しバラエティー カンゴロンゴ                        |                                        |
| 6月10日                                       | 世界音楽遺産                                           | ※                                      |
| 7月28日 9月2日                                | 通（つう）                                             |                                        |
| 8月11日                                       | カレンダークイズ あぁー思い出せない                    | ※                                      |
| 8月18日                                       | ベッキーズスクール                                     |                                        |
| 10月13日                                      | 1000人の声 平成の課長さん                              |                                        |
| 11月11日                                      | 地球笑ウソTV                                           |                                        |
| 11月11日                                      | 星新一ショートショート劇場                             | 以降、3回再放送されている              |
| 11月12日                                      | 東京カワイイ★TV                                        | 「貴女に贈る3部作」                    |
| 11月13日                                      | ひとりごと〜女優 長谷川京子〜                          | 「貴女に贈る3部作」                    |
| 11月14日                                      | 花屋ひなげし〜イマドキお作法物語                       | 「貴女に贈る3部作」                    |
| 11月24日                                      | 謎缶                                                   |                                        |
| 11月27日                                      | ザ☆ネットスター!                                       | BS2で放送                              |
| 12月14日・15日                                | BS熱中夜話                                             | BS2で放送                              |
| 12月29 - 31日                                 | ドラマ 夕陽ヶ丘の探偵団※                               | 教育テレビで放送 2008年2月11日に再放送 |
| 12月23日                                      | スイートX'mas                                          | 「冬のたまごまつり」                   |
| 12月25日                                      | ドキュメント考える 〜ベストセラー作家 石田衣良の場合〜 | 「冬のたまごまつり」                   |
| 12月27日                                      | 青春のゲート                                           | 「冬のたまごまつり」                   |
| 12月29日                                      | ザ・判決!                                              | 「冬のたまごまつり」                   |
| 12月30日                                      | ワラシャワ 笑謝和                                      | 「冬のたまごまつり」                   |

### 2008年
| 放送日        | 番組タイトル                                               | 特記                     |
| ------------- | ---------------------------------------------------------- | ------------------------ |
| 1月3日        | ストリートダンスの国の王子様※                              | 教育テレビで放送         |
| 1月14日       | にっぽん熱中クラブ                                         | BS2で放送                |
| 1月26日       | さんぷんまる                                               | ※                        |
| 2月23日       | 笑謝和（ワラシャワ）〜笑いのシャワー拡大版〜               |                          |
| 3月19日・20日 | EE感じに社会人                                             |                          |
| 3月20日       | 森山家の大パニック!                                        |                          |
| 4月12日       | TVソムリエ 謎の屋台                                        |                          |
| 5月8日        | ドキュメント考える〜華道家・假屋崎省吾〜                   |                          |
| 5月8日        | 謎缶                                                       |                          |
| 5月9日        | ドキュメント考える〜クリエイティブディレクター・箭内道彦〜 |                          |
| 5月31日       | 今日からメルダチ!                                          | ※                        |
| 6月13日       | 無邪気なオオカミ                                           |                          |
| 7月12日       | 笑・神・降・臨                                             |                          |
| 7月23日       | 歴史秘話ヒストリア                                         |                          |
| 7月30日       | たったひとりの反乱                                         |                          |
| 7月31日       | あれ今どうなった?                                          |                          |
| 8月1日        | うわさのプロファイリング                                   |                          |
| 9月12日       | タイムスクープハンター「お氷様はかくして運ばれた」         |                          |
| 9月13日       | 地頭クイズ ソクラテスの人事                                |                          |
| 9月28日       | そもそも〜生命保険〜                                       |                          |
| 10月2日       | ジャパン通リスト                                           |                          |
| 10月4日       | ママさんバレーでつかまえて                                 |                          |
| 10月7日       | ガツン                                                     | 「秋の番組たまごまつり」 |
| 10月8日       | 名将の采配                                                 | 「秋の番組たまごまつり」 |
| 10月9日       | 大人ドリル                                                 | 「秋の番組たまごまつり」 |
| 10月10日      | CHANGE MAKER                                               | 「秋の番組たまごまつり」 |
| 10月12日      | ファミリーヒストリー                                       | 「秋の番組たまごまつり」 |
| 10月13日      | お仕事バラエティー がんばれ! ジョブチくん                  |                          |
| 11月9日       | 不屈の者たちへ                                             | 11月16日にBS2でも放送    |
| 11月28日      | 祝女〜SHUKUJO〜                                            |                          |
| 11月29日      | U-30                                                       |                          |
| 11月30日      | あなたが主役 50ボイス                                      |                          |
| 12月13日      | ブラタモリ                                                 |                          |
| 12月21日      | WHITE ROOM -リリー・フランキーと斉藤和義-                  |                          |
| 12月27日      | キッチンワゴンがゆく! 日本列島・海岸線の旅                 |                          |

### 2009年
| 放送日                                  | 番組タイトル                                 | 特記                     |
| --------------------------------------- | -------------------------------------------- | ------------------------ |
| 1月1日                                  | エンタスペース Tokyo Bump!                   |                          |
| 1月2日 4月21日 7月30日 9月24日 10月29日 | タビうた                                     |                          |
| 2月1日                                  | TVソムリエ 謎の屋台                          |                          |
| 3月1日                                  | music trip                                   |                          |
| 5月3日                                  | DEAR〜あなたを忘れない〜                     |                          |
| 5月27日                                 | ノンデジ〜お金のいらないひまつぶし〜         |                          |
| 5月28日                                 | ディープ ピープル                            |                          |
| 5月29日                                 | CutOut                                       |                          |
| 5月30日                                 | 渋谷JK                                       |                          |
| 8月4日                                  | 3カット美人                                  |                          |
| 8月5日                                  | 働くって夢見ること?                          |                          |
| 8月6日                                  | WALKING EYES アルクメデス                    |                          |
| 8月17日                                 | 主婦のうた〜秦万里子が届けるえがお〜         | BS2で放送                |
| 8月18日                                 | 総合診療医ドクターG                          | BS2で放送                |
| 8月19日                                 | 職場のダンシマニュアル “ネガティブ”攻略法    | BS2で放送                |
| 8月20日                                 | 淑女のカガミ〜全開バリバリ!淑女ライダー〜    | BS2で放送                |
| 9月29日                                 | 勤労女子ドキュメント カンテツな女            | 「秋の番組たまごまつり」 |
| 9月30日                                 | ガッテン深夜営業中                           | 「秋の番組たまごまつり」 |
| 10月1日                                 | 告白TV                                       | 「秋の番組たまごまつり」 |
| 10月2日                                 | GLOCAL ジャポン                              | 「秋の番組たまごまつり」 |
| 10月9日                                 | 国民的ことばバラエティー みんなでニホンGO!   | 「秋の番組たまごまつり」 |
| 10月9日                                 | 感動!暮らしを豊かにするドラマ「もしも明日…」 | 「秋の番組たまごまつり」 |
| 10月10日                                | クエスタ〜目指せ質問王!〜                    | 「秋の番組たまごまつり」 |
| 10月12日                                | がんばれパパママ!実況・お仕事スタジアム      | 「秋の番組たまごまつり」 |
| 10月12日                                | ザ・コーチ 人生ノ教科書                      | 「秋の番組たまごまつり」 |
| 12月21日 - 23日                         | 25分 私が初めて創ったドラマ                  |                          |
| 12月29日                                | 旧友再会                                     |                          |

### 2010年
| 放送日          | 番組タイトル                                                                      | 特記                                                 |
| --------------- | --------------------------------------------------------------------------------- | ---------------------------------------------------- |
| 1月9日          | 南こうせつの青春とはなんだ?                                                       | BS2で放送                                            |
| 1月11日         | 関口知宏のオンリーワン                                                            | BS1で放送                                            |
| 1月31日         | ザ☆スター                                                                         | BS2で放送                                            |
| 2月18日 9月20日 | 時々おとなも迷々                                                                  | 第2回は「秋のたまごまつり」                          |
| 2月25日         | タビうた                                                                          |                                                      |
| 3月11日 8月11日 | 洋楽倶楽部80's                                                                    | 第2回『洋楽倶楽部80'sII』は 「夏のたまごまつり」先陣 |
| 4月30日         | つくって食べて旅をして キッチンが走る!「千葉・勝浦〜御宿 一泊二日の旅」           |                                                      |
| 5月4日          | ドラクロワ                                                                        |                                                      |
| 7月19日         | のんびりゆったり路線バスの旅                                                      |                                                      |
| 8月12日         | ガッテンお盆臨時営業中                                                            |                                                      |
| 8月13日         | もしも明日…〜家族の葬式をあげることになったら〜                                   | 「夏のたまごまつり」                                 |
| 8月16日・17日   | 地球イチバン                                                                      | 「夏のたまごまつり」                                 |
| 8月17日         | 笑世記×芸人激突 ※                                                                 | 「夏のたまごまつり」                                 |
| 8月18日         | 恋する日本語 ※                                                                    | 「夏のたまごまつり」                                 |
| 8月19日         | 冒険者「精霊の密林に挑む〜マレーシア・ボルネオ島〜」                              | 「夏のたまごまつり」                                 |
| 8月19日         | お天気バラエティー気象転結 〜雷編〜 ※                                             | 「夏のたまごまつり」                                 |
| 8月20日         | 終電〜ミッドナイト・ピクニック〜                                                  | 「夏のたまごまつり」                                 |
| 8月20日         | ミュージックビデオバトル ※                                                        | 「夏のたまごまつり」                                 |
| 8月24日         | 人材ハッケン伝                                                                    | 「夏のたまごまつり」                                 |
| 9月18日         | 名作ホスピタル ココロとカラダに効くアニメ                                         | 「秋の番組たまごまつり」 教育テレビで放送            |
| 9月20日         | ヨコワリ!〜同時代対決・歴史バラエティー〜「天璋院VS西太后」 ※                     | 「秋の番組たまごまつり」                             |
| 9月23日         | ゆずれない夜「オレの“男の中の男”」高橋克実『松田優作伝』VS劇団ひとり『寅さん』    | 「秋の番組たまごまつり」                             |
| 9月25日         | ミュージック・ポートレイト〜人生が1枚のレコードだったら〜「松任谷正隆、姜尚中」 ※ | 「秋の番組たまごまつり」 教育テレビで放送            |
| 9月25日         | ココロ見                                                                          | 「秋の番組たまごまつり」 教育テレビで放送            |
| 9月27日 - 30日  | 一週間de資本論                                                                    | 「秋の番組たまごまつり」 教育テレビで放送            |
| 12月20日        | 地球イチバン「ボリビア エルアルト」                                               | 「年末年始冬の番組たまごまつり」                     |
| 12月21日        | ヒミツのお仕事? ※                                                                 | 「年末年始冬の番組たまごまつり」                     |
| 12月22日        | ラストデイズ「お前は、オレになれる」松田優作×香川照之                             | 「年末年始冬の番組たまごまつり」                     |
| 12月22日        | お天気バラエティー気象転結〜冬将軍の巻〜 ※                                        | 「年末年始冬の番組たまごまつり」                     |

### 2011年
| 放送日         | 番組タイトル                                                                    | 特記                             |
| -------------- | ------------------------------------------------------------------------------- | -------------------------------- |
| 1月7日         | 大人女子のアニメタイム 「川面を滑る風」                                         | 「年末年始冬の番組たまごまつり」 |
| 2月5日         | 69億人の検索ランキング                                                          |                                  |
| 5月4日         | 頭がしびれるテレビ「神はπに何を隠したのか」                                     |                                  |
| 5月6日         | 地球イチバン「イチバン寒い村 〜 ロシア・オイミャコン〜」                        |                                  |
| 7月11日 - 14日 | きょーこ先生の空想保健室                                                        |                                  |
| 7月15日        | コレヤバっ                                                                      |                                  |
| 7月22日        | お天気バラエティ気象転結〜夏の暑さを徹底解明!〜 ※                               |                                  |
| 8月5日・12日   | 双方向クイズ 天下統一                                                           | 「夏のたまごまつり」             |
| 8月13日        | コレができたらニッポン人 小林家の人々                                           | 「夏のたまごまつり」             |
| 8月16日 - 20日 | 連続クイズ ホールドオン!                                                        | 「夏のたまごまつり」             |
| 8月20日        | ほっかいどう穴場ハンター ※ （北海道で『Generation H』枠レギュラーとして放送中） | 「夏のたまごまつり」             |
| 8月22日        | スゴロQ ジャパン                                                                | 「夏のたまごまつり」             |
| 8月23日        | サバイバル頭脳ゲーム ええクイズ売りまっせ!                                      | 「夏のたまごまつり」             |
| 9月10日        | 号外!ダッシュかべ新聞                                                           |                                  |
| 9月17日        | 週末よりみち道場                                                                |                                  |
| 9月19日        | ボクの来た道 キミの行く道                                                       |                                  |
| 10月8日        | ナインティナインのいっちょまえ!                                                 |                                  |
| 12月25日       | 恋のシンクロ率                                                                  | 「年末年始番組たまごまつり」     |
| 12月31日       | サブちゃんとセッション! みんなでバーチャルバンド ※                              | 「年末年始番組たまごまつり」     |

### 2012年
| 放送日                | 番組タイトル                           | 特記                                                                          |
| --------------------- | -------------------------------------- | ----------------------------------------------------------------------------- |
| 1月3日 7月16日        | 日村・土田・塚地の爆笑TEPPANストリート | 初回は「年末年始番組たまごまつり」                                            |
| 1月5日                | 親子でナットク イチから、Q!            | 「年末年始番組たまごまつり」                                                  |
| 1月6日 4月30日        | 双方向クイズ 天下統一                  | 初回は「年末年始番組たまごまつり」                                            |
| 1月7日                | 穴場ハンター                           | 「年末年始番組たまごまつり」 東京・浅草のロケのため「ほっかいどう」はつかない |
| 1月8日                | 2012年 ダマされてタマるか!             | 「年末年始番組たまごまつり」                                                  |
| 1月10日 5月5日 9月2日 | おやすみ日本 眠いいね!                 | 初回は「年末年始番組たまごまつり」                                            |
| 6月3日・10日          | 時をかける写真館                       | 第1回は塙兄弟（はなわ×ナイツ塙）、内藤大助×母 第2回は佐藤かよ×菜々緒、関根勤  |
| 6月17日・24日         | 私のリュックひとつ分                   | 第1回は矢野顕子、第2回は田中要次                                              |
| 8月17日               | 堂本光一のNEWS LABO                    | 「夏の番組たまごまつり」                                                      |
| 8月17日               | AAAのショークワイヤやろうぜ!           | 「夏の番組たまごまつり」                                                      |
| 8月20日・27日         | れんまん!                              | 「夏の番組たまごまつり」                                                      |
| 8月24日               | 国民総参加クイズSHOW! QB47             | 「夏の番組たまごまつり」                                                      |
| 10月4日               | ひらめき伝脳ゲーム ピカッチ!           | 「秋の番組たまごまつり」                                                      |
| 10月7日・14日・21日   | 関ジャニ∞の明日はどっちだ?             | 「秋の番組たまごまつり」                                                      |
| 10月8日               | ギャクテン教室!                        | 「秋の番組たまごまつり」                                                      |
| 10月27日              | 常識くるっと変換ショー マサカメTV!     | 「秋の番組たまごまつり」                                                      |
| 10月27日              | クイズ!100人力                         | 「秋の番組たまごまつり」                                                      |
| 12月22日              | 終焉（おわり）の美学                   |                                                                               |
| 12月27日              | 堂本光一のちょこっとサイエンス         |                                                                               |
| 12月28日              | ドキュメンタリー同期生                 | 亡き友を胸に宝塚歌劇団67期生                                                  |

### 2013年
| 放送日                         | 番組タイトル                                                             | 特記 |
| ------------------------------ | ------------------------------------------------------------------------ | --- |
| 1月2日 3月29日 5月8日 8月5日   | 国民総参加クイズSHOW! QB47                                               | 12月5日、12月29日にも放送。                                                                                      |
| 1月3日                         | ウワサくんとカガクちゃん 潜在能力開発バラエティ                          | |
| 1月5日 8月10日 8月17日         | れんまん!                                                                | |
| 1月17日 3月21日                | ミステリー・ハウス〜名探偵は誰だ?〜 ミステリーハウス〜名探偵はあなた!?〜 | |
| 1月26日                        | 5分間の“大切な物語”                                                      | 第1話 from 釧路 第2話 from 熊本 第3話 from 徳島 第4話 from 札幌                                                  |
| 1月26日                        | ドラマナビヤ                                                             | パイロット版のテーマ「通学路」                                                                                   |
| 2月18日 2月25日 4月29日 5月6日 | 危機回避バラエティ ドッチ×ドッジ                                         | 2014年3月17日 22:00 - 22:48（JST）と2014年11月3日 24:10 - 24:40（JST）に、ほぼ同じ内容の「温水危機一髪」を放送。 |
| 2月23日                        | マサカメTV                                                               | |
| 2月23日 8月22日                | 世界王者誕生プロジェクト セカイオー!                                     | |
| 3月16日                        | 伝えてピカッチ                                                           | |
| 3月16日                        | 突撃!アッとホーム                                                        | |
| 4月29日                        | 目からウロコの歴史旅 静岡で発見!家康の長寿ライフ                         | |
| 5月1日                         | 終焉の美学                                                               | |
| 5月3日                         | お笑い頂上決戦1・3・5                                                    | |
| 5月6日                         | 絶対笑者                                                                 | |
| 5月6日                         | 堂本光一のちょこっとサイエンス                                           | |
| 5月29日                        | 歴史迷宮 二人の糸 吉田松陰×高杉晋作                                      | |
| 7月31日                        | 歴史ドリームチーム〜金閣寺の謎に挑む                                     | 2014年1月22日 22:00 - 22:49（JST）に続編「本能寺の変」を放送。                                                   |
| 8月7日                         | 好きだモノ。。。                                                         | 第1回 メガネ |
| 8月23日                        | なりきりバンド選手権!                                                    | |
| 8月31日                        | モノゴコロ                                                               | |

## 番組たまごから生まれたレギュラー番組
「※」は「番組たまご」体系化以前に単発放送された主な番組。
「-」は明確な最終回告知がないまま放送されなくなったもの。
| 放送開始 時期 | 放送終了 時期 | 定番番組の名称                                                      | 元になった番組                                            |
| ------------- | ------------- | ------------------------------------------------------------------- | --------------------------------------------------------- |
| 2005年4月     | 2009年3月     | きよしとこの夜※                                                     | 同題                                                      |
| 2005年4月     | 2009年3月     | 探検ロマン世界遺産※                                                 | 同題                                                      |
| 2006年1月     | 2010年3月     | プロフェッショナル 仕事の流儀※                                      | 同題                                                      |
| 2010年10月    | 2011年4月     | プロフェッショナル 仕事の流儀※                                      | 同題                                                      |
| 2011年10月    | 2012年9月     | プロフェッショナル 仕事の流儀※                                      | 同題                                                      |
| 2013年4月     | （放送中）    | プロフェッショナル 仕事の流儀※                                      | 同題                                                      |
| 2006年3月     | 2017年4月     | 着信御礼!ケータイ大喜利※                                            | 同題                                                      |
| 2006年4月     | 2011年9月     | サラリーマンNEO※                                                    | 謎のホームページ サラリーマンNEO                          |
| 2006年4月     | 2006年9月     | プライスの謎                                                        | ニッポン総決算!プライスの謎2005                           |
| 2006年4月     | 2007年3月     | クイズ日本の顔                                                      | あの人に挑戦!クイズ日本の顔                               |
| 2006年4月     | 2007年3月     | あの歌がきこえる                                                    | マイメモリー〜漫画とヒット曲で綴る涙の青春ストーリー〜    |
| 2006年4月     | 2007年3月     | ゆるやかナビゲーション ゆるナビ                                     | ゆるナビ                                                  |
| 2006年10月    | 2007年3月     | 飛び出せ!定年                                                       | 定年日和〜夫と妻のセカンドライフ                          |
| 2006年10月    | 2007年3月     | ドキュメント72時間                                                  | 72時間@渋谷ハチ公広場コインロッカー                       |
| 2013年4月     | （放送中）    | ドキュメント72時間                                                  | 72時間@渋谷ハチ公広場コインロッカー                       |
| 2007年1月     | 2008年3月     | クイズモンスター                                                    | THEクイズモンスター                                       |
| 2007年4月     | 2010年3月     | パパサウルス                                                        | パパザウルス                                              |
| 2007年4月     | （放送中）    | SONGS                                                               | 同題                                                      |
| 2007年4月     | 2012年2月     | 爆笑問題のニッポンの教養                                            | 東大の教養                                                |
| 2007年4月     | 2011年3月     | ヒミツのちからんど / 音楽のちから / アートのちから / からだのちから | 音楽のちから / アートのちから                             |
| 2007年4月     | 2009年3月     | 解体新ショー                                                        | 解体新SHOW                                                |
| 2007年4月     | 2010年3月     | いよっ日本一!                                                       | 同題                                                      |
| 2007年10月    | 2009年3月     | びっくり法律旅行社                                                  | 世界おもしろ法律旅行                                      |
| 2008年4月     | 2022年3月     | シャキーン!                                                         | 同題                                                      |
| 2008年4月     | 2010年3月     | 星新一ショートショート                                              | 星新一ショートショート劇場                                |
| 2008年4月     | 2013年3月     | 東京カワイイ★TV                                                     | 同題                                                      |
| 2008年4月     | 2010年2月     | ザ☆ネットスター!（月1回）                                           | 同題                                                      |
| 2008年4月     | 2009年3月     | さんぷんまる                                                        | さんぷんまる - 大人のための3分教養講座 -                  |
| 2008年4月     | 2010年2月     | にっぽん熱中クラブ                                                  | 同題                                                      |
| 2008年4月     | 2010年3月     | BS熱中夜話                                                          | 同題                                                      |
| 2008年7月     | 2008年9月     | ○○の国の王子様シリーズ                                              | ストリートダンスの国の王子様                              |
| 2009年4月     | 2009年6月     | ○○の国の王子様シリーズ                                              | ストリートダンスの国の王子様                              |
| 2008年10月    | 2009年3月     | 世直しバラエティー カンゴロンゴ                                     | 同題                                                      |
| 2009年4月     | 2021年3月     | 歴史秘話ヒストリア                                                  | 同題                                                      |
| 2009年4月     | 2009年9月     | 地頭クイズ ソクラテスの人事                                         | 同題                                                      |
| 2009年4月     | -             | 大人ドリル（月1回）                                                 | 同題                                                      |
| 2009年4月     | 2009年9月     | あなたが主役 50ボイス                                               | 同題                                                      |
| 2010年1月     | 2010年9月     | あなたが主役 50ボイス                                               | 同題                                                      |
| 2011年4月     | 2011年10月    | あなたが主役 50ボイス                                               | 同題                                                      |
| 2012年10月    | 2013年3月     | あなたが主役 50ボイス                                               | 同題                                                      |
| 2009年4月     | 2009年5月     | （EYES）笑・神・降・臨                                              | 同題                                                      |
| 2009年10月    | 2009年11月    | （EYES）笑・神・降・臨                                              | 同題                                                      |
| 2010年4月     | 2011年3月     | （EYES）笑・神・降・臨                                              | 同題                                                      |
| 2011年7月     | 2011年9月     | （EYES）笑・神・降・臨                                              | 同題                                                      |
| 2012年4月     | 2013年3月     | （EYES）笑・神・降・臨                                              | 同題                                                      |
| 2009年4月     | 2009年5月     | （EYES）タイムスクープハンター                                      | タイムスクープハンター「お氷様はかくして運ばれた」        |
| 2010年4月     | 2010年6月     | （EYES）タイムスクープハンター                                      | タイムスクープハンター「お氷様はかくして運ばれた」        |
| 2011年5月     | 2011年7月     | （EYES）タイムスクープハンター                                      | タイムスクープハンター「お氷様はかくして運ばれた」        |
| 2012年4月     | 2012年6月     | （EYES）タイムスクープハンター                                      | タイムスクープハンター「お氷様はかくして運ばれた」        |
| 2013年4月     | 2013年7月     | （EYES）タイムスクープハンター                                      | タイムスクープハンター「お氷様はかくして運ばれた」        |
| 2014年4月     | 2014年9月     | （EYES）タイムスクープハンター                                      | タイムスクープハンター「お氷様はかくして運ばれた」        |
| 2009年4月     | -             | タビうた（不定期）                                                  | 同題                                                      |
| 2009年6月     | 2009年7月     | （EYES）アレ今どうなった?                                           | あれ今どうなった?                                         |
| 2009年6月     | 2009年7月     | （EYES）名将の采配                                                  | 同題                                                      |
| 2010年7月     | 2010年9月     | （EYES）名将の采配                                                  | 同題                                                      |
| 2009年6月     | 2009年7月     | （EYES）CHANGE MAKER                                                | 同題                                                      |
| 2009年6月     | 2009年7月     | たったひとりの反乱                                                  | 同題                                                      |
| 2009年7月     | -             | ファミリーヒストリー                                                | 同題                                                      |
| 2012年10月    | 2013年3月     | ファミリーヒストリー                                                | 同題                                                      |
| 2013年10月    | 2013年12月    | ファミリーヒストリー                                                | 同題                                                      |
| 2014年10月    | 2017年3月     | ファミリーヒストリー                                                | 同題                                                      |
| 2017年10月    | （放送中）    | ファミリーヒストリー                                                | 同題                                                      |
| 2009年10月    | 2010年3月     | ブラタモリ                                                          | 同題                                                      |
| 2010年10月    | 2011年3月     | ブラタモリ                                                          | 同題                                                      |
| 2011年10月    | 2012年4月     | ブラタモリ                                                          | 同題                                                      |
| 2015年4月     | 2024年3月     | ブラタモリ                                                          | 同題                                                      |
| 2025年4月     | （放送中）    | ブラタモリ                                                          | 同題                                                      |
| 2009年10月    | 2009年12月    | ママさんバレーでつかまえて                                          | 同題                                                      |
| 2010年1月     | 2010年3月     | 祝女                                                                | 同題                                                      |
| 2010年10月    | 2011年3月     | 祝女                                                                | 同題                                                      |
| 2011年10月    | 2012年2月     | 祝女                                                                | 同題                                                      |
| 2010年1月     | 2010年3月     | （EYES）勤労女子ドキュメント カンテツな女                           | 同題                                                      |
| 2010年4月     | 2011年4月     | 新感覚ゲーム クエスタ                                               | クエスタ〜目指せ質問王!〜                                 |
| 2010年4月     | 2011年3月     | 関口知宏のオンリーワン                                              | 同題                                                      |
| 2010年4月     | 2011年3月     | ザ☆スター                                                           | 同題                                                      |
| 2010年4月     | 2010年9月     | みんなでニホンGO!                                                   | 国民的ことばバラエティー みんなでニホンGO!                |
| 2010年4月     | 2010年9月     | 総合診療医ドクターG                                                 | 同題                                                      |
| 2011年7月     | 2011年10月    | 総合診療医ドクターG                                                 | 同題                                                      |
| 2012年6月     | 2012年9月     | 総合診療医ドクターG                                                 | 同題                                                      |
| 2013年4月     | 2013年9月     | 総合診療医ドクターG                                                 | 同題                                                      |
| 2014年4月     | 2014年9月     | 総合診療医ドクターG                                                 | 同題                                                      |
| 2015年10月    | 2016年9月     | 総合診療医ドクターG                                                 | 同題                                                      |
| 2017年4月     | 2017年9月     | 総合診療医ドクターG                                                 | 同題                                                      |
| 2010年7月     | 2010年9月     | WALKING EYES アルクメデス                                           | 同題                                                      |
| 2010年7月     | 2011年2月     | ディープピープル                                                    | 同題                                                      |
| 2011年4月     | 2011年10月    | ディープピープル                                                    | 同題                                                      |
| 2012年10月    | 2012年12月    | ディープピープル                                                    | 同題                                                      |
| 2010年10月    | 2011年3月     | ドラクロワ                                                          | 同題                                                      |
| 2011年10月    | 2013年3月     | ドラクロワ                                                          | 同題                                                      |
| 2010年10月    | 2010年12月    | 洋楽倶楽部80's                                                      | 同題                                                      |
| 2010年10月    | 2011年9月     | 私が初めて創ったドラマ                                              | 25分 私が初めて創ったドラマ                               |
| 2010年10月    | 2017年3月     | キッチンが走る!                                                     | つくって食べて旅をして キッチンが走る!                    |
| 2011年1月     | 2011年3月     | 恋する日本語                                                        | 同題                                                      |
| 2011年4月     | 2014年3月     | のんびりゆったり 路線バスの旅                                       | 同題                                                      |
| 2011年4月     | 2014年3月     | 名作ホスピタル                                                      | 同題                                                      |
| 2011年4月     | （放送中）    | 100分de名著                                                         | 一週間de資本論                                            |
| 2011年4月     | 2011年7月     | 仕事ハッケン伝                                                      | 人材ハッケン伝                                            |
| 2012年4月     | 2012年9月     | 仕事ハッケン伝                                                      | 人材ハッケン伝                                            |
| 2013年4月     | 2013年9月     | 仕事ハッケン伝                                                      | 人材ハッケン伝                                            |
| 2011年7月     | 2011年9月     | ミュージック・ポートレイト                                          | ミュージック・ポートレイト〜人生が1枚のレコードだったら〜 |
| 2012年4月     | 2012年6月     | ミュージック・ポートレイト                                          | ミュージック・ポートレイト〜人生が1枚のレコードだったら〜 |
| 2013年4月     | 2013年9月     | ミュージック・ポートレイト                                          | ミュージック・ポートレイト〜人生が1枚のレコードだったら〜 |
| 2014年4月     | 2014年9月     | ミュージック・ポートレイト                                          | ミュージック・ポートレイト〜人生が1枚のレコードだったら〜 |
| 2015年10月    | 2017年2月     | ミュージック・ポートレイト                                          | ミュージック・ポートレイト〜人生が1枚のレコードだったら〜 |
| 2012年4月     | 2012年5月     | 頭がしびれるテレビ                                                  | 同題                                                      |
| 2012年4月     | 2014年3月     | 連続クイズ ホールドオン!                                            | 同題                                                      |
| 2013年4月     | 2015年3月     | 応援ドキュメント 明日はどっちだ                                     | 関ジャニ∞の明日はどっちだ?                                |
| 2013年4月     | 2014年3月     | 双方向クイズ 天下統一（月1回）                                      | 同題                                                      |
| 2013年4月     | 2015年3月     | 伝えてピカッチ                                                      | ひらめき伝脳ゲーム ピカッチ!                              |
| 2013年4月     | 2016年3月     | マサカメTV                                                          | 常識くるっと変換ショー マサカメTV!                        |
| 2013年4月     | -             | クイズ 100人力（原則月1回）                                         | クイズ!100人力                                            |
| 2014年9月     | -             | 関口宏の「そもそも」（原則月1回）                                   | そもそも                                                  |

この他、『今日は一日○○三昧』からのスピンオフ番組として、2011年4月よりFM放送で『とことん○○』、2013年4月よりFM放送で『アニソン・アカデミー』が放送されている。